# Драгоманце
Драгоманце (мкд. Драгоманце) је насеље у Северној Македонији, у северном делу државе. Драгоманце припада општини Старо Нагоричане.

## Географија
Драгоманце је смештено у северном делу Северне Македоније. Од најближег града, Куманова, село је удаљено 14 km источно.
Село Драгоманце се налази у историјској области Средорек, у долини реке Пчиње, на око 360 метара надморске висине. Источно од села се издиже Германска планина.
Месна клима је континентална.

## Историја
У селу је погинуо комита Серафим Смиљанац, Србин из Горњег Нагоричана. Био је то један од најсвирепијих људи међу комитама. Серафим је прво пришао српској акцији; одвео је жену са двоје деце у Врање, да би се са мање бриге укључио у четничку акцију. Своје најмилије је оставио помагачима српског покрета у Врању на старање, по задатој речи. Али када се једном приликом навратио где је породица становала, открио је да се о њој нису уопште старали, а млада лепа супруга га је као мужа изневерила. То велико разочарење је у њему начинило велики душевни преокрет; из њега је огорчење извукло све оно животињско окрутно. Вратио се са породицом у Кумановску казу, и жељан освете пришао Бугарима. Од тада се показао као велики крволок, који је над Србима чинио зверства. У свом бесу поклао је затим и жену и властиту децу, без икаквог обзира. Уништио је и сву своју имовину, а након бекства пред потером стигао у Драгоманце, где се затворио у једну кућу. Пуцајући из упоришта убио је много гонилаца, а када је потрошио сву муницију, извршио је самоубиство пуцајући у себе, у главу. Претходно је скинуо одећу и све ствари са њом, исецкао на ситне комаде.

## Становништво
Драгоманце је према последњем попису из 2002. године имало 133 становника.
Огромна већина становништва у насељу су етнички Македонци (92%), а остало Срби.
Претежна вероисповест месног становништва је православље.